# 神戶電鐵6500系電聯車
神戶電鐵6500系電聯車是日本私铁神户电铁自2016年開始使用的電聯車，由川崎重工製造。

## 设计與編組
由神户川崎重工制造，其設計乃基於同由川崎重工制造的6000系列车，使用不锈钢车身，每侧有三組門。
與6000系不同之處在於每編組為三輛車，兩端為駕駛動力車（“Mc”），中間是無動力拖車（“T”）。
| 形式                  | Mc1    | T      | Mc2    |
| 编号                  | 650x   | 660x   | 650x   |
| 重量（t）             | 34.2   | 29.6   | 34.2   |
| 載客量（总數/座位數） | 115/37 | 124/43 | 115/37 |

两辆動力車個配備一具PT7162-A单臂集电弓。 

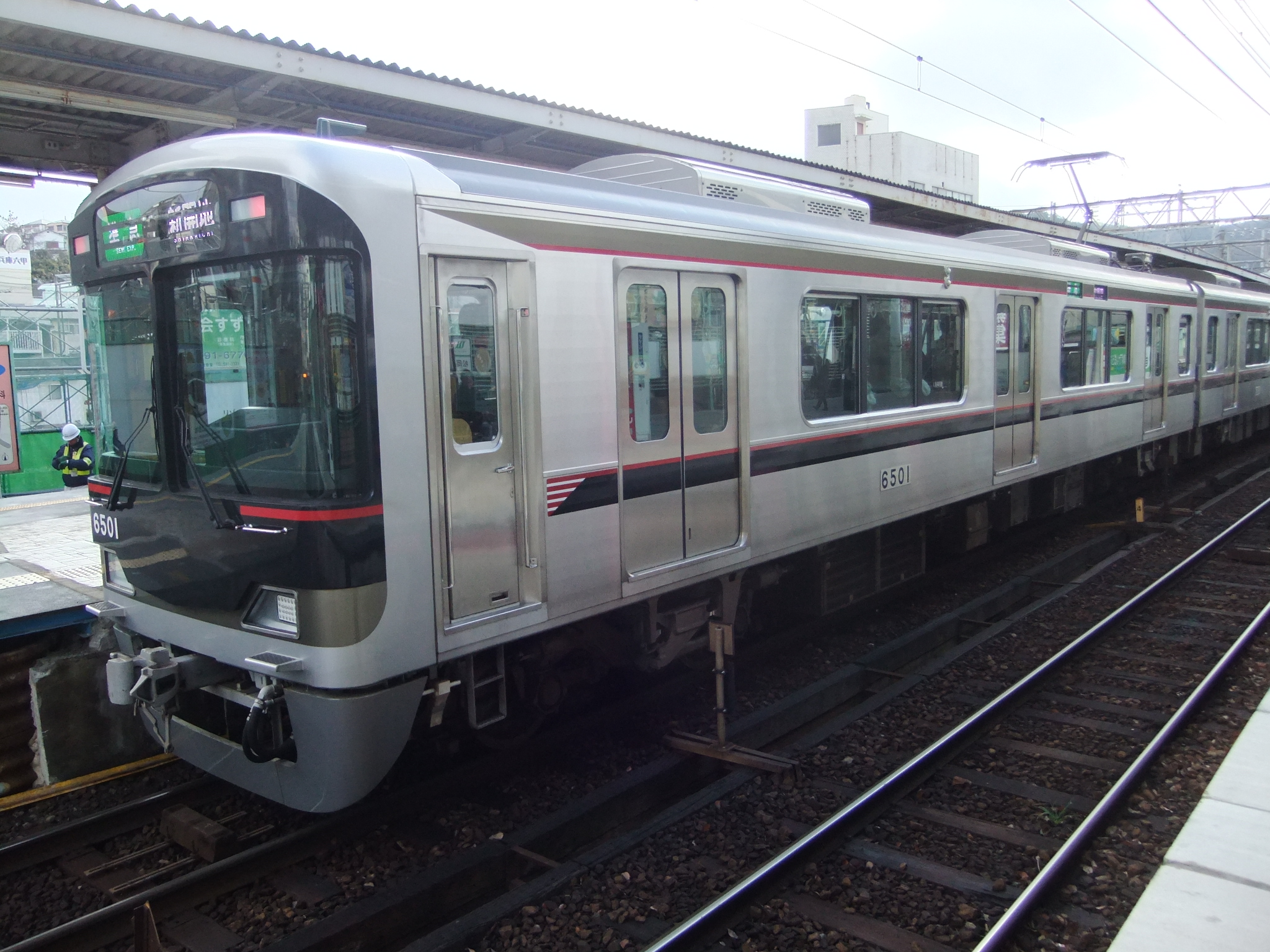
6501號車
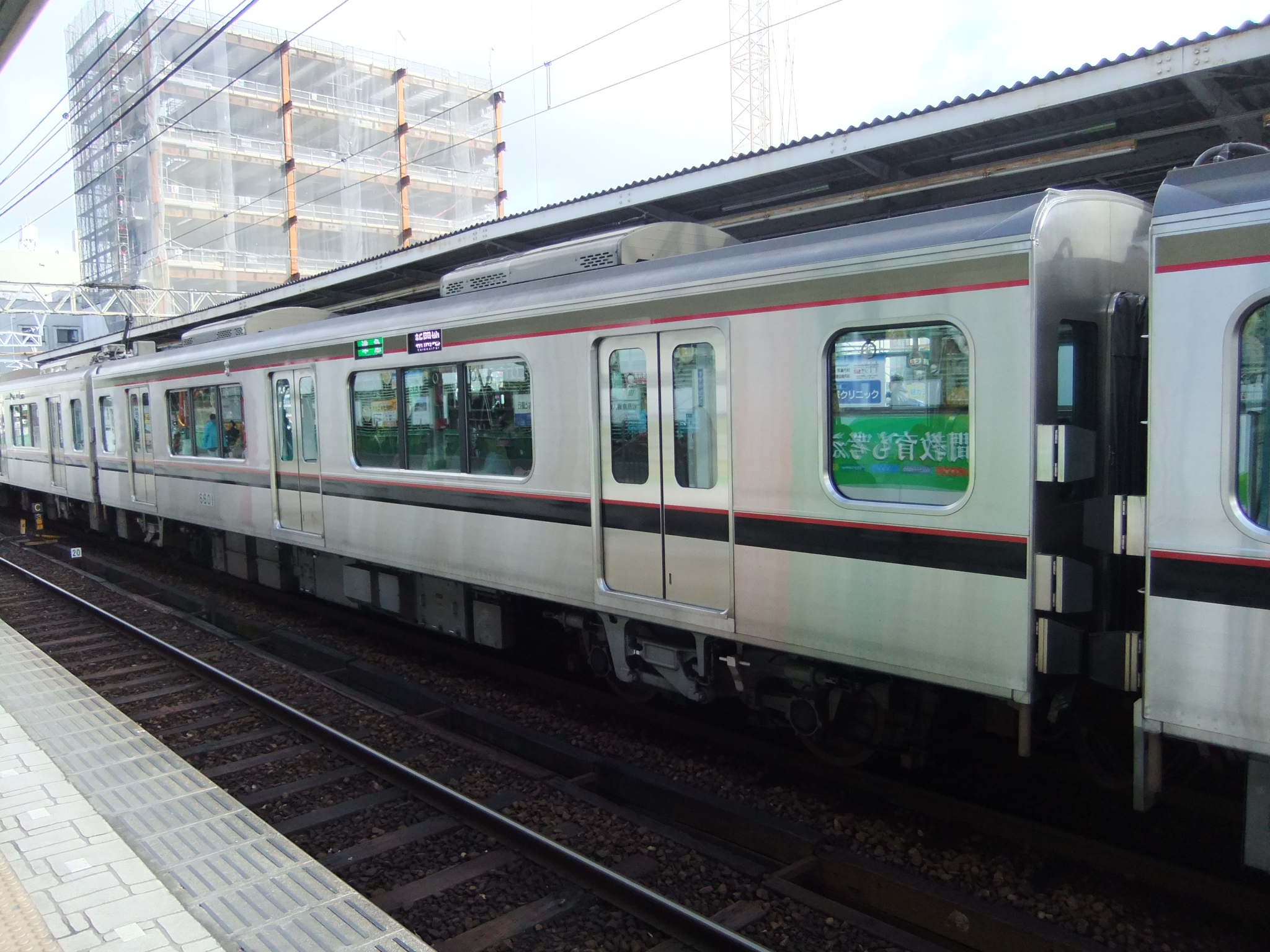
6601號車
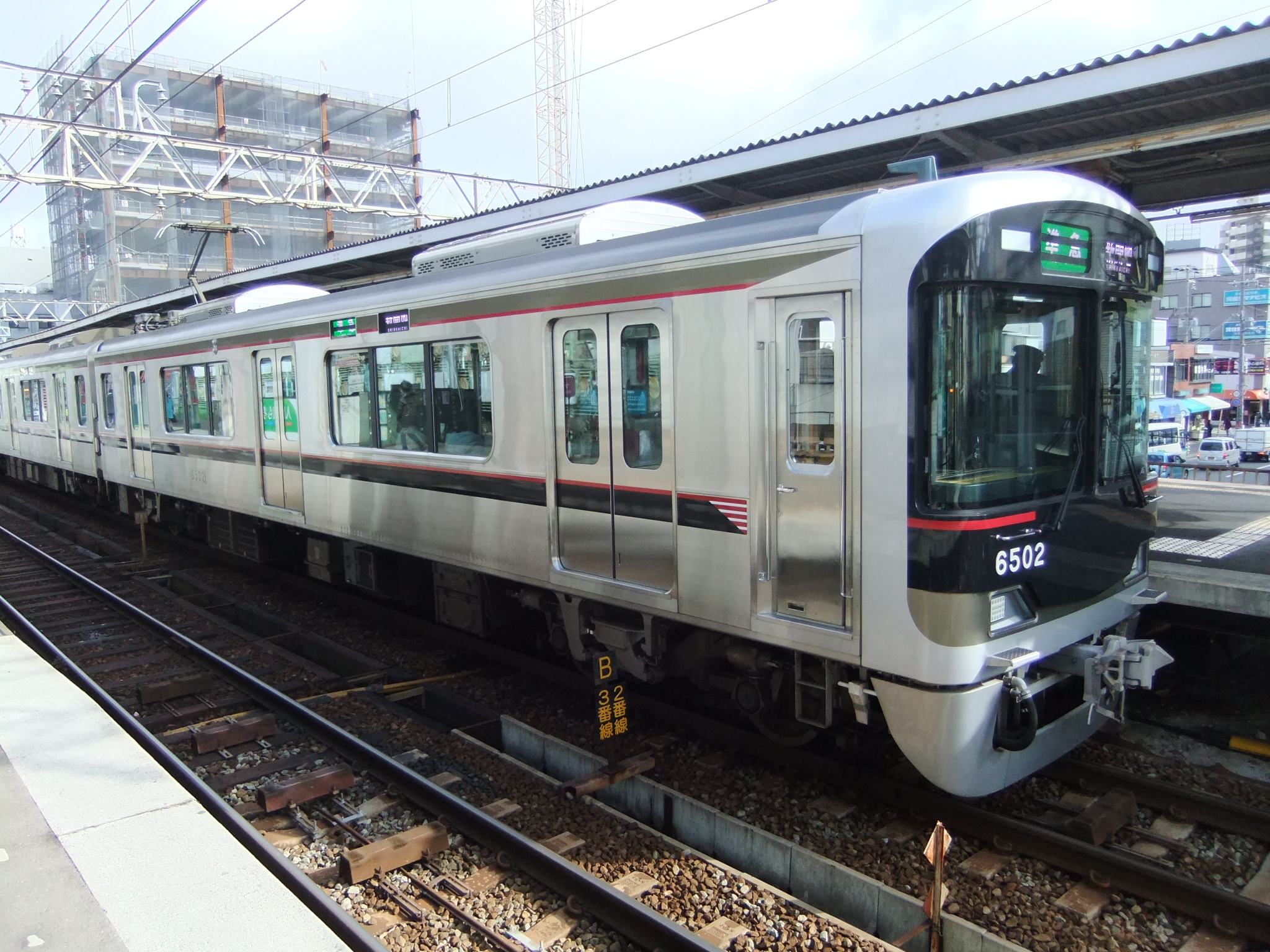
6502號車

 使用纵向長條座椅，車門上方的LCD螢幕以四种语言顯示（日文，英文，中文和韩文）。 每辆车都有一个轮椅车位。